# فلاندرز (نیوجرسی)
فلاندرز (به انگلیسی: Flanders) یک منطقهٔ مسکونی در ایالات متحده آمریکا است که در ماونت اولیو، نیوجرسی واقع شده‌است. فلاندرز ۱۲٬۵۶۸ نفر جمعیت دارد و ۲۰۷ متر بالاتر از سطح دریا واقع شده‌است.